# ألونسو بريتو
ألونسو بريتو هو مغن مؤلف كوبي، ولد في 27 أبريل 1949 في هافانا في كوبا.

## وصلات خارجية
- الموقع الرسمي